# Jean-Philippe Durand
Jean-Philippe Durand (født 11. november 1960 i Lyon, Frankrig) er en fransk tidligere fodboldspiller, der spillede som midtbanespiller. Han var på klubplan tilknyttet Toulouse FC, Girondins Bordeaux og Olympique Marseille. Med Marseille var han med til at vinde både det franske mesterskab samt Champions League.
Durand blev desuden noteret for 26 kampe for Frankrigs landshold. Han deltog ved EM i 1992 i Sverige.

## Titler
Ligue 1
- 1992 med Olympique Marseille

UEFA Champions League
- 1993 med Olympique Marseille